# Stefano Pirandello
(Versi di Stefano Pirandello inseriti dal padre in Quando si è qualcuno)
Stefano Pirandello (Roma, 14 giugno 1895 – Roma, 5 febbraio 1972) è stato un drammaturgo italiano, conosciuto anche con lo pseudonimo di Stefano Landi.

## Biografia
Era figlio primogenito del celebre scrittore e drammaturgo Luigi Pirandello, dal quale ereditò la passione per il teatro. Si sposò nel 1922 con la musicista Maria Olinda Labroca, dalla quale ebbe tre figli: Maria Antonietta (1923-1971), Andrea Luigi (1925-2016) e Giorgio (1926-1999). Nell'anno della morte del padre, il 1936, venne insignito del Premio dell'Accademia d'Italia per il teatro.

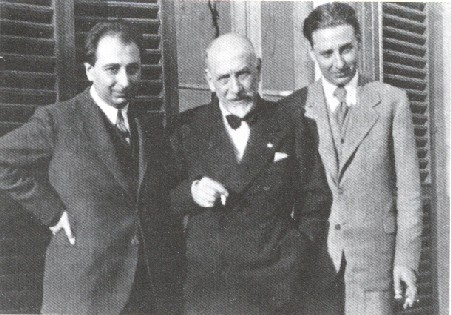
Stefano Pirandello con il padre Luigi Pirandello e il fratello Fausto (Roma, 1931)

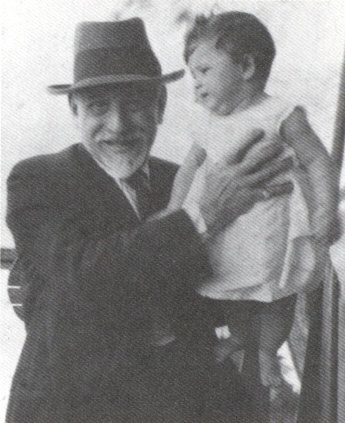
Luigi Pirandello con la figlia di Stefano, Maria Antonietta (Ninnì) (Roma, 1923)

## Nei media
- Lo scrittore è tra i personaggi del film Leonora addio.

## Opere

### Teatro
- I bambini, 1923, in «Il Dramma», 15-7-1941
- La casa a due piani, 1924, in «Comoedia», 25-8-1924
- Un padre ci vuole, 1936, in «Scenario», 4-1936[2]
- Il falco d'argento, 1938, in «Il Dramma», 1-3-1939
- L'innocenza di Coriolano, 1939, in «Teatro-Scenario», 15-8-1952
- Icaro, 1939
- In questo solo mondo, 1939
- Ciro, con Corrado Pavolini, Milano, Bompiani, 1940.
- Qui s'insegna a rubare, 1941, in «Sipario», n. 122
- Un gradino più giù, 1942
- L'uccelleria, 1942
- Sacrilegio massimo, 1953, in «Teatro-Scenario», 1/15-2-1953, n. 3
- La scuola dei padri, in «Teatro-Scenario», a. VII, n.6, 1955.
- Visita di mattina, 1955, in «Teatro-Scenario», 12-1955
- Il Beniamino infelice, 1962

### Narrativa
- Il muro di casa, Milano, Bompiani, 1935. Premio Viareggio ex aequo con Mario Massa[3]
- Timor Sacro, Milano, Romanzo Bompiani, 2011. ISBN 978-88-452-6740-6.

### Poesia
- Le forme, come Stefano Landi, Milano, Bompiani, 1942.

## Traduzioni del drammaUn padre ci vuole
- in francese: Un père, il en faut bien un, tr. Myriam Tanant, Ed. L'avant-scène théâtre, 2008
- in greco: Ένας πατέρας είναι πάντα χρήσιμος, tr. Anteos Chrysostomides, Ed. Kastaniotis, 2012
- in bulgaro: Нужен е баща, tr. Daniela Ilieva, Ed. Casa Sicilia Bulgaria, 2014